# Sjef van Tilborg
Josephus Henricus Adrianus (Sjef) van Tilborg (Tilburg, 10 april 1939 – Nijmegen, 22 mei 2003) was een Nederlands rooms-katholiek priester en Missionaris van het Heilig Hart, theoloog en hoogleraar Nieuwe Testament. Voor zijn uitleg van Bijbelse teksten maakte Van Tilborg gebruik van materialistische exegese, een combinatie van marxisme, ideologiekritiek en bevrijdingstheologie. In zijn dagelijkse leven, eerst als pastor onder Italiaanse migranten in Arnhem, later als lid van de Chesed-leefgemeenschap in Nijmegen waar hij met randgroepjongeren en uitgeprocedeerde asielzoekers samenwoonde, probeerde hij zijn opvattingen over het evangelie in de praktijk te brengen.

## Levensloop
Sjef van Tilborg werd geboren op 10 april 1939 te Tilburg als tweede kind en enige zoon in een gezin van vijf kinderen. Zijn vader was wever in een van de vele fabriekshuizen in de textielstad Tilburg, zijn moeder huisvrouw. Als zoon uit een arbeidersgezin mocht Van Tilborg, hoewel vaststond dat hij goed kon leren, niet naar een school van de gegoede burgerij. Hij moest naar de fraters van Sint Jan, een school voor arbeiderskinderen, die hem aanmeldden voor gymnasiale studies op het kleinseminarie in het missiehuis van de Missionarissen van het Heilig Hart (MSC) aan de Bredaseweg te Tilburg.
Na zijn eerste vorming aan het philosophicum te Brummen en het theologicum te Stein, werd hij op 1 september 1963 tot priester gewijd. De congregatie stuurde hem voor verdere studies naar Rome, waar hij in 1965 het licentiaat in de theologie aan het Gregoriana haalde en in 1967 het licentiaat in de Bijbelwetenschap aan het Biblicum. Reeds in Rome combineerde hij de studie met pastoraal werk op verschillende plaatsen.
Terug in Nederland deed hij in 1968 zijn doctoraalexamen aan de theologische faculteit van de Katholieke Universiteit Nijmegen die hij tot aan zijn dood trouw zou blijven. Op 1 september van dat jaar werd Van Tilborg als wetenschappelijk ambtenaar in deeltijd door de theologische faculteit in dienst genomen. Zijn vakgebied was de exegese van het Nieuwe Testament. Daarnaast trad hij vanaf 1970 op als supervisor bij de afdeling pastoraaltheologie. Tevens werkte hij als pastor voor de Italiaanse gemeenschap in Arnhem.
Via het pastoraat kwam Van Tilborg in aanraking met de politiek, waarvoor hij een scherpe en duidelijke keus maakte door actief lid te worden van de Communistische Partij Nederland. Op 18 mei 1972 promoveerde hij bij Willem Grossouw en Bas van Iersel op de studie The Jewish Leaders in Matthew. In 1993 werd hij benoemd tot hoogleraar op de leerstoel van de Exegese van het Nieuwe Testament aan de Katholieke Universiteit Nijmegen (thans Radbouduniversiteit).
Van Tilborg overleed onverwacht op 22 mei 2003, een jaar voordat hij met pensioen zou gaan. De dag van zijn afscheid en afscheidsrede had hij voorbereid onder de titel: ‘Op zoek naar andere werelden’. Er zouden voordrachten gehouden worden over muziek, verre planetenstelsels, de joodse mystiek en zelf zou hij afsluiten met een lezing over ‘doodsgevaar in de apocalyps’. Over zijn opvolging had hij zich ook reeds een voorstelling gemaakt.
Het liber amicorum dat hem bij die gelegenheid zou worden aangeboden is als postuum eerbetoon verschenen onder de titel One Text, a Thousand Methods. Studies in memory of Sjef van Tilborg.

## Onderwijs en onderzoek
Bijbelexegese was voor Van Tilborg nauw verwant met actie. Je bezighouden met Jezus Christus zonder dat dit je handelen beïnvloedde, was ondenkbaar. Bij zijn academische verplichtingen werkte hij in de jaren zeventig in het vreemdelingenpastoraat in Arnhem met Italiaanse migranten. Het inspireerde een aantal van zijn studenten ‘ook iets te gaan doen’. Voor hem was dit soms een dilemma. Graag wilde hij studenten winnen voor de academische bestudering van de Schrift, maar hij wilde zeker ook niemand uit het pastoraat weghouden. Hoe dan ook, vrijblijvend studeren was in de colleges van Van Tilborg onmogelijk.
Ook nadat de academische verplichtingen zijn agenda als hoogleraar begonnen te bepalen, is de ‘actie’ nooit geheel uit zijn leven verdwenen. Met Fons Meijers, een medebroeder van de MSC, en dominee Jacqueline van Marion vormde hij de spil van de Chesed-gemeenschap. Deze woon- en leefgemeenschap probeerde de Bijbelse idee van chesed, trouw en barmhartigheid, gestalte te geven. Vanaf eind jaren negentig stelden zij hun huis aan de Burghardt van de Berghstraat in Nijmegen open voor randgroepjongeren (‘crisisjongeren’ zoals dezen zichzelf noemden) en uitgeprocedeerde asielzoekers.
Gedurende zijn arbeidzame leven was Van Tilborg altijd tegelijk pastor en exegeet, altijd tegelijk wetenschapper en activist. Toen hij in de jaren zeventig in Nederland de materialistische exegese introduceerde, verklaarde hij: “De materialistische exegese […] claimt exclusiviteit omdat zij van zichzelf vindt dat haar manier van lezen de enig juiste is”.
Tot ver in de jaren zeventig werd de wetenschappelijke exegese van het Nieuwe Testament gedomineerd door de historische kritiek. Voor rooms-katholieke exegeten heeft er lang een verbod gestaan op dergelijk historisch onderzoek. Toen dit verbod door de encycliek Divino Afflante Spiritu in 1943 werd opgeheven, leek de achterstand op reformatorisch onderzoek welhaast onoverbrugbaar. Aan de Katholieke Universiteit Nijmegen werd, mede daarom, vanaf de jaren zestig een geheel nieuwe en revolutionaire weg ingeslagen. Men zocht aansluiting, niet bij de geschiedwetenschappen, maar bij de filosofie en de literatuurwetenschappen door zogeheten synchrone Bijbelmethoden te ontsluiten zoals de semiotiek, het structuralisme, de bevrijdingstheologische methoden (waaronder feminisme en ‘gay-theology’), de narratologie, de intertekstualiteit en later ook het poststructuralisme en postmodernisme.
Hoewel Karl Marx werd opgevolgd (niet vervangen) door Louis Althusser, en Althusser vervangen (niet opgevolgd) door Jacques Derrida, is Van Tilborg de materialistische exegese in feite altijd trouw gebleven. Wat hem bewoog waren wetenschappelijke kwesties in zoverre ze problemen van mensen raakten. Dat geldt nadrukkelijk voor zijn boeken Geloven tussen utopie en werkelijkheid uit 1980 en voor The Sermon on the Mount as an Ideological Intervention uit 1986, waar de betrokkenheid bij mensen in nood op de voorgrond staat. Het geldt ook voor Imaginative Love in John uit 1993 waarin hij de vrouwenbeweging en de strijd van homoseksuelen bevrijdingstheologisch ondersteunt. Het geldt zelfs voor Reading John in Ephesus uit 1996, zijn meest historisch-kritische studie, waarvan de hoofdvraag is hoe lezers in de eerste eeuw in Efeze het Johannesevangelie verstonden, maar waarin de belangstelling voor het lot van slaven, onderdrukten en achtergestelden een hoofdrol speelt. Op een speciale manier geldt het zelfs voor zijn laatste boek Jesus’ Appearances and Disappearances in Luke 24 uit 2000 dat hij met Patrick Chatelion Counet schreef. Het concentreert zich enerzijds op de theorie en het ontwikkelen van een cognitief-imaginair leesmodel, anderzijds op ‘de sociologie van het begraven’.
Wat Van Tilborg interesseerde was heel basaal de vraag hoe mensen overleefden, hoe zij leefden, aten, dronken, vrijden en wat hen in leven hield. Hoe mensen begraven werden had zijn intense belangstelling, wat uitdrukking gaf aan zijn vertrouwen 'dat verdwijnen een vorm van verschijnen is'.

## Werken (selectie)
- The Jewish Leaders in Matthew, Brill-Leiden 1972.
- De brieven van Johannes, vertaald en toegelicht, Romen-Bussum, 1974.
- Misschien dat God het ons vergeeft. Uit de praktijk van een pastor voor vreemdelingen, Ten Have-Baarn 1976.
- Geloven tussen utopie en werkelijkheid, Gooi & Sticht-Hilversum 1980.
- The Sermon on the Mount as an Ideological Intervention. A Reconstruction of Meaning, Van Gorcum-Assen etc. 1986.
- Johannes, (Belichting van het Bijbelboek), Katholieke Bijbelstichting etc. – Boxtel etc. 1988.
- Imaginative Love in John, Brill-Leiden etc. 1993.
- Al lezend stemmen horen, Universitair Publikatiebureau-Nijmegen 1994.
- Reading John in Ephesus, Brill-Leiden etc. 1996.
- De geliefde leerling: een toegang tot God? Villa Lila-Nijmegen 1998.
- Jesus’ Appearances and Disappearances in Luke 24, (with Patrick Chatelion Counet), Brill-Leiden etc. 2000.
- 'Wie is de homo die gered wordt? De interpretatie van Genesis in documenten over homoseksualiteit vanuit de katholieke kerk', in Tijdschrift voor Theologie, 41 (2001) 3-12.
- 'The Danger at Midday: Death Threats in the Apocalypse', in Biblica, 85 (2004) 1-23.

## In herinnering
- eds. Patrick Chatelion Counet & Ulrich Berges: One Text, a Thousand Methods. Studies in Memory of Sjef van Tilborg, Brill: Boston-Leiden 2005, 367 pagina’s
- Patrick Chatelion Counet (red.): In de hitte van het leven. De radicale bijbeluitleg van Sjef van Tilborg, MSC-KBS: 's Hertogenbosch 2007

- Biblioteca Nacional de España: XX1734310
- Bibliothèque nationale de France: cb12067229n (data)
- Gemeinsame Normdatei: 113125305
- International Standard Name Identifier: 0000 0000 8161 8291
- Library of Congress Control Number: n86118997
- Nationale Bibliotheek van Israël: 987007268958605171
- Nederlandse Thesaurus van Auteursnamen: 067870783
- LIBRIS: 312488
- Système universitaire de documentation: 028940628
- Virtual International Authority File: 87511161
- WorldCat: E39PBJymGf7Y8PX3mXQvD8jgrq